# La Conservera
La Conservera es un espacio dedicado al arte contemporáneo situado en Ceutí (Murcia) que nace con la vocación de convertirse en punto de encuentro del arte internacional.

## Edificio
Este centro toma su nombre del antiguo uso del edificio como fábrica de conservas y ha sido objeto de un importante proyecto de rehabilitación de la mano del arquitecto Fernando de Retes que ha ideado un diseño ágil y flexible para dar cabida a cuatro salas de exposición de impresionantes dimensiones. Todas las salas son diferentes, con carácter propio y suman un total de 4.800 m² de superficie expositiva.
Tal y como afirma el propio arquitecto: la intervención en las antiguas naves de la industria de la conserva de Ceutí es un proyecto realizado desde un modelo que permite abordar las ciudades del futuro manteniendo las huellas del pasado, sus señas de identidad, recuperando los espacios de su memoria colectiva. Interviniendo de forma mínima y cauta.
Es un modelo de mínimos, de inflexión, de introspección, de nuevas opciones derivadas de una nueva forma de mirar.
Es un modelo basado en la reversibilidad, de presente y futuro.
Analiza las oportunidades latentes sobre lo andado, buscando nuevas utilidades.
Es la estrategia del reciclaje, la recuperación y el empleo del paisaje y la ciudad como material de desecho, que desde esa otra mirada se convierte en motor de cambio, en actividad creadora.
Es un proyecto abierta y deliberadamente silencioso, sin mensajes ni información añadidas en las formas. Permitiendo que, en el tiempo, cada exposición o instalación se exprese.
Se pretende generar una nueva imagen para la dotación cultural sin renunciar a esa imagen previa que forma parte de la memoria colectiva.

## Programación
La programación consta de varios ciclos de cuatro exposiciones que se exhiben de manera simultánea. El primero de ellos se ha inaugurado junto con el centro en el mes de mayo de 2009. Este programa de exposiciones temporales, se concentra en artistas de diferentes generaciones -predominando los nacidos en los años 60 y 70-, que ya cuentan con una trayectoria interesante, sólida y con reconocimiento de la crítica internacional, aunque siguen siendo una apuesta de riesgo. Son artistas tanto nacionales como extranjeros. Todas estas exposiciones son de producción propia.
Cada ciclo de exposiciones paralelas estará compuesto, normalmente, por cuatro artistas que comparten preocupaciones comunes, de modo que el recorrido entre ellas es continuo y lógico. Así se permite analizar unos mismos conceptos desde diferentes puntos de vista. Del mismo modo, no se hace una apuesta por un medio artístico concreto, ya sea pintura, escultura, fotografía o cualquier otro, sino que, por el contrario, se fomenta el continuo cuestionamiento de las disciplinas.
- Datos: Q5962987